# Merionethshire
Pour les articles homonymes, voir Meirionnydd.
Le Merionethshire (Meirionnydd, ou Sir Feirionnydd en gallois) est un des treize comtés historiques du pays de Galles, aujourd'hui fondu dans le comté de Gwynedd,.
Les villes principales sont :
- Y Bala
- Barmouth
- Blaenau Ffestiniog
- Corwen
- Dolgellau
- Ffestiniog
- Tywyn